# Vulkanski pepeo
Vulkanski pepeo je fini prah sačinjen od zrna manja od 2 milimetara, a pada na tlo nakon izbijanja vulkanske erupcije.

## Podrijetlo i karakteristike
Vulkanski pepeo se javlja samo kod eksplozivnoga tipa erupcije. Nastaje uz sve veći pritisak koji se javlja dok se stijene i magma mijenjaju u plin i fine čestice. Ove čestice eksplozija baca u zrak, koje se potom hlade i zatim ih raznosi vjetar, te one poput snijega padaju natrag na zemlju u slojevima različitih debljina.
Za razliku od pepela stvorenoga sagorijevanjem organskoga materijala, vulkanski pepeo je tvrd i abrazivan, te se ne rastvara u vodi. Zbog svega toga više podsjeća na pijesak nego na pepeo. Takav pijesak se vremenom transformira u vulkanoklastične sedimente poznate kao tuf.

## Utjecaji na ljude i okolinu
Velike količine vulkanskog pepela se u atmosferi mogu zadržati duže razdoblje, što može dovesti do nagloga spuštanja temperature zraka. Veće količine pepela mogu uništiti velika područja obradive površine, a i prašina sama po sebi je, također, opasna za ljude. Udisanje prekomjerne količine prašine može imati ozbiljne posljedice, jer se ona lijepi za pluća, te u najgorem slučaju, može izazvati čak i smrt. Pepeo je zbog sitnih čestica opasna za sve vrste motora s unutrašnjim izgaranjem. Takvim motorima je potrebno strujanje zraka kroz filter, a koji se zbog vulkanskog pepela može blokirati.
S druge strane, vulkanski pepeo osim negativnih može imati i pozitivne efekte. Tlo koje je u prošlosti bilo izloženo pepelu, vrlo je plodno i puno korisnih minerala. Zbog svega toga je poljoprivreda obično vrlo razvijena u vulkanski aktivnim dijelovima svijeta.

## Vanjske poveznice
- Što raditi za vrijeme padanja vulkanskoga pepela?
- Međunarodna vulkanska zdravstvena rizična mreža
- Laboratorij za testiranje vulkanskog pepela